# Phyllanthus arnhemicus
Phyllanthus arnhemicus är en emblikaväxtart som beskrevs av Spencer Le Marchant Moore. Phyllanthus arnhemicus ingår i släktet Phyllanthus och familjen emblikaväxter.
Artens utbredningsområde är Northern Territory, Australien. Inga underarter finns listade i Catalogue of Life.